# Værnes
Værnes est une localité de la commune de Stjørdal dans le Trøndelag en Norvège. Værnes se situe au sud du centre administratif de la commune, Stjørdalshalsen, et au nord de la localité de Hell.

## Histoire
Værnes fut autrefois un lieu de pouvoir de la vallée du Stjørdalen. Snorri Sturlusson a écrit dans l'Heimskringla que Toberg, le chef de Værnes, perdit de son pouvoir lorsque Harald à la Belle Chevelure donna le contrôle du paiement de l'impôt à Håkon Ladejarl. La position géographique de Værnes en faisait déjà un lieu de passage pour les hommes et les marchandises.
L'église de Værnes, construite entre 1080 et 1100, est le plus ancien bâtiment en pierre encore debout en Norvège aujourd'hui.